# (612085) 1999 CL119
1999 CL119, também escrito como 1999 CL119, é um objeto transnetuniano (TNO) que está localizado no cinturão de Kuiper, uma região do Sistema Solar. Este corpo celeste é classificado como um cubewano. Ele possui uma magnitude absoluta de 6,12 e tem um diâmetro estimado com cerca de 282 km. O astrônomo Mike Brown lista este corpo celeste em sua página na internet como um candidato a possível planeta anão.

## Descoberta
1999 CL119 foi descoberto no dia 11 de fevereiro de 1999 pelos astrônomos J. X. Luu, C. A. Trujillo e D. C. Jewitt.

## Órbita
A órbita de 1999 CL119 tem uma excentricidade de 0,012 e possui um semieixo maior de 47,169 UA. O seu periélio leva o mesmo a uma distância de 46,594 UA em relação ao Sol e seu afélio a 47,743 UA.